# Leykaul (Belgien)
Leykaul ist ein Dorf im Osten Belgiens mit 49 Einwohnern (2020).
Das Dorf gehört zum Gebiet der deutschsprachigen Gemeinschaft Belgiens und liegt unmittelbar an der Grenze zum deutschen Ort Kalterherberg. Seit der Gemeindefusion von 1977 gehört es mit seiner ehemaligen Stammgemeinde Elsenborn zu Bütgenbach.
Schiefersteingruben haben dem Ort zwischen der Rur und Breitenbach den Namen „Leykaul“ gegeben. Nur ein Haus liegt auf deutschem Gebiet und gehört verwaltungsrechtlich zur Gemeinde Monschau, Stadtteil Kalterherberg. Ohne eigene Kirche und zudem deutschsprachig war man Teil der Pfarre von Kalterherberg.

## Geschichte

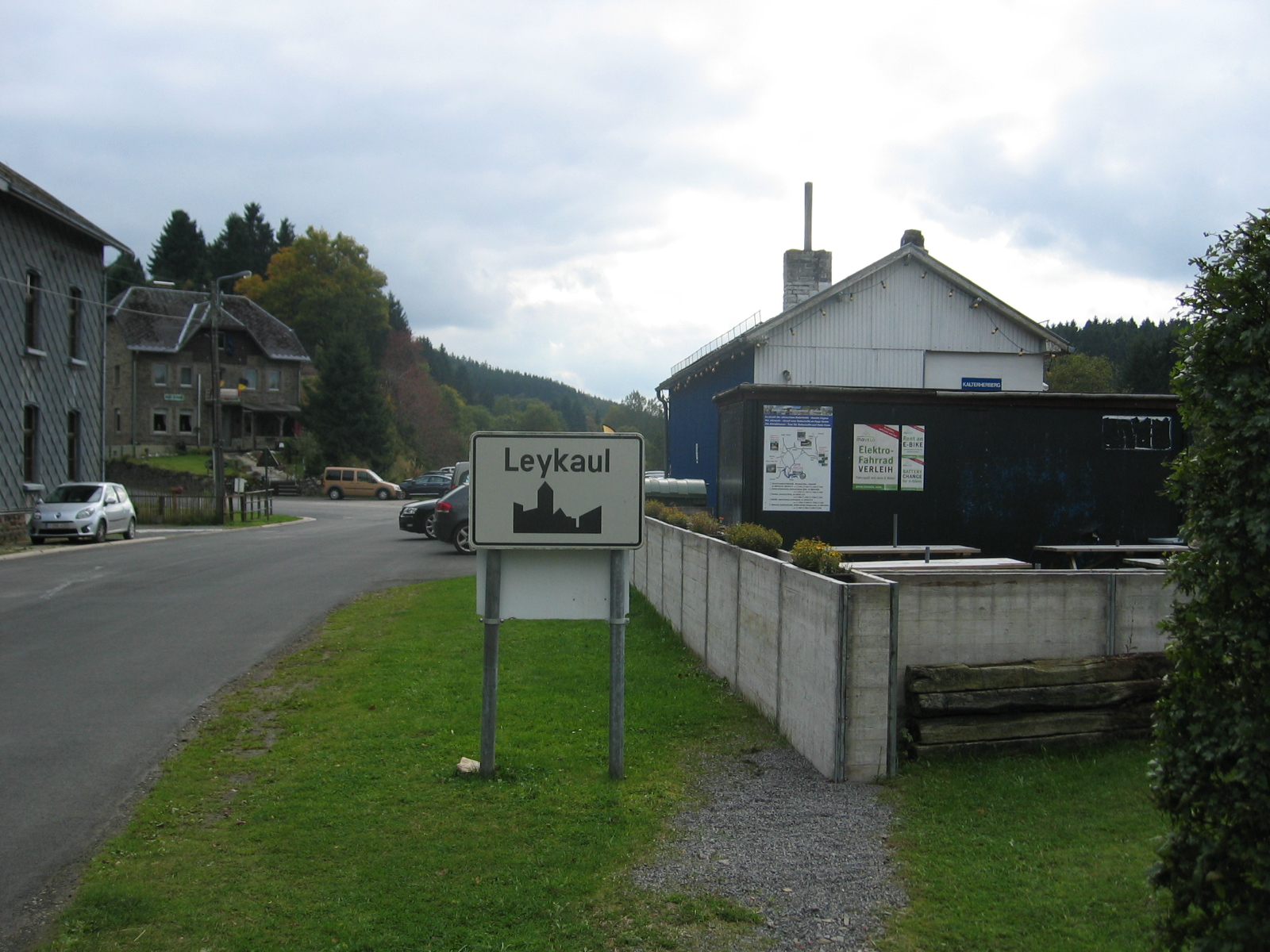
Leykaul

Die Staatsgrenze und Sprachgrenze zwischen moselfränkischen und rheinfränkischen Dialekten verlief seit dem Mittelalter im Tal an Schwarz- und Breitenbach. Mit Ende der Regentschaft Napoleons fiel das Rheinland 1815 an Preußen. Zu dieser Zeit der Preußen gehörten Küchelscheid und Leykaul zur Rheinprovinz, wurden nach dem Ersten Weltkrieg per Versailler Vertrag 1919 aber zu Belgien gegeben. Während des Zweiten Weltkriegs wenige Jahre wieder zum Deutschen Reich zählend, wurde es 1944 durch die Alliierten wieder befreit.
Am 1. April 1949 wurden auch die östlichen Teile des zu Kalterherberg gehörenden Weilers Leykaul sowie mehrere Bauernhöfe temporär zu Belgien geschlagen. Der Ort bestand vormals aus zwei Teilen, dem Hauptort Küchelscheid und dem kleineren Leykaul. Der Deutsch-Belgische Vertrag vom September 1956 regelte unter anderem eine rationale Grenzziehung und Rückgabe bestimmter Teilgebiete an Deutschland. Die Umsetzung erfolgte am 28. August 1958 (BGBl. II S. 262).

## Tourismus

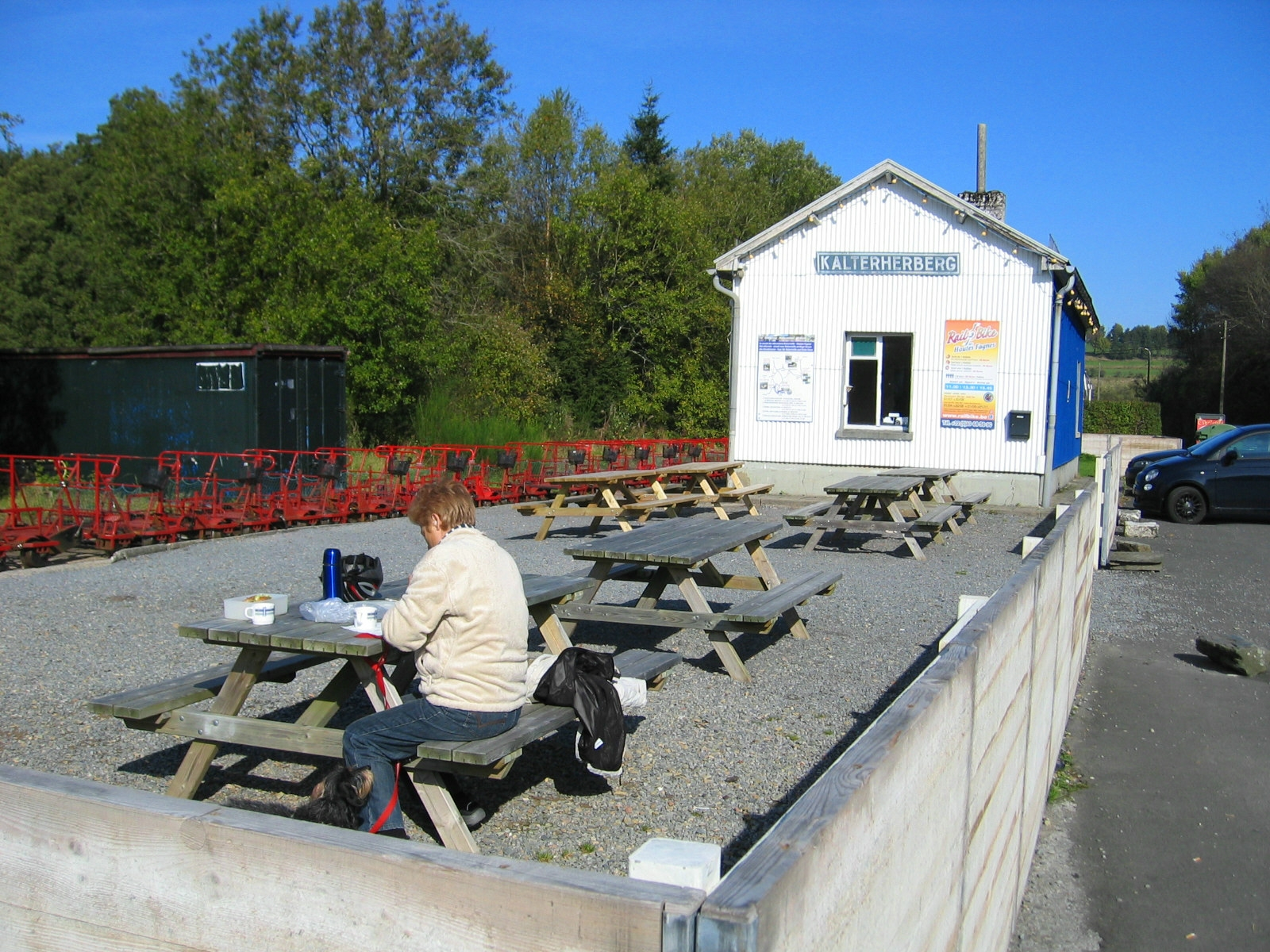
Ehemaliger Bahnhof Kalterherberg in Leykaul an der Vennbahntrasse

Am ehemaligen „Bahnhof Kalterherberg“  der Vennbahnstrecke verläuft nun der Vennbahnradweg, der ein Teil des Belgischen RAVeL-Netzes ist. 
Zwischen den Bahnhöfen Sourbrodt und Kalterherberg wird eine touristische Fahrrad-Draisinenstrecke betrieben.